# Regionalflughafen San Angelo

i7
i11
i13
Der San Angelo Regional Airport (auch: Mathis Field; IATA-Code: SJT, ICAO-Code: KSJT) ist ein öffentlicher Flughafen, 11 km südwestlich von San Angelo im Tom Green County, Texas in den Vereinigten Staaten.

## Flughafendaten
Er hat eine Betonpiste mit 2621 m Länge und 46 m Breite. Die Fläche des Flughafens beträgt 614 ha. Die Seehöhe beträgt 585 m.

## Geschichte
Der Flughafen, ursprünglich Carr Field, wurde 1941 von den Luftstreitkräften der US-Armee als Pilotenausbildungsflugplatz gebaut. Der Flugplatz wurde am 1. Juni 1942 in Betrieb genommen und dem AAF Gulf Coast Training Center zugewiesen, wobei die Pilotenschule der Army Air Force aktiviert wurde. Die Aufgabe der Schule bestand darin, Kadetten für das Fliegen von Transportflugzeugen und Bombern auszubilden. Am 30. Juni 1946 wurde es in die Zuständigkeit des Army Corps of Engineers überführt. Später wurde die Anlage von der War Assets Administration veräußert und an die örtliche Regierung übergeben. Der Flughafen wurde zu Ehren des örtlichen Bombenschützen Jack W. Mathis umbenannt.
Continental Airlines begann in den 1940er Jahren mit Flügen nach San Angelo und flog 1948 mit Douglas DC-3 San Antonio – San Angelo – Big Spring – Midland/Odessa – Hobbs – Carlsbad – El Paso – Albuquerque – Santa Fe – Las Vegas – Pueblo – Colorado Springs – Denver. Bis 1951 flogen Continental Convair CV-240 die gleiche Grundstrecke San Antonio – Denver mit mehreren Zwischenstopps, machten aber keine Zwischenlandungen mehr in Big Spring oder Las Vegas. Continental betrieb die ersten Turbinenflugzeuge nach San Angelo, Vickers Viscounts, und flog 1963 den Flughafen Houston Hobby – Austin – San Angelo – Midland/Odessa – El Paso – Tucson – Phoenix – Los Angeles und über Midland/Odessa direkt nach Lubbock und Amarillo. Continental verließ San Angelo 1963.
Im Jahr 1949 flogen 21-sitzige Douglas DC-3 von Trans-Texas Airways (TTa) Dallas Love Field – Fort Worth – Brownwood, Texas – Coleman. Texas – San Angelo – Fort Stockton – Marfa/Alpine, Texas – El Paso. Bis 1961 flogen TTa Convair 240 San Angelo – Brownwood, Texas – Fort Worth – Dallas Love Field – Texarkana, (Arkansas) – Hot Springs, Arkansas – Little Rock – Pine Bluff, Arkansas – Memphis, (Tennessee), während die DC-3 nonstop nach Dallas Love Field, San Antonio und Midland flogen. Odessa und direkt nach El Paso und Shreveport. Im Jahr 1966 waren alle TTa-Flüge nach San Angelo Convair CV-600 mit Nonstop-Flug nach Austin, Abilene, Brownwood und Midland/Odessa sowie One-Stop-Flügen nach Dallas Love Field, Houston Hobby Airport und El Paso. Trans-Texas Airways änderte 1969 ihren Namen in Texas International Airlines.
Texas International (TI) betrieb die ersten Jets nach San Angelo und 1970 flogen ihre Douglas DC-9-10 nonstop nach Austin, Abilene und Midland/Odessa sowie direkt zum Dallas/Fort Worth International Airport, Houston Intercontinental Airport, San Antonio und El Paso. Im Jahr 1976 verfügte San Angelo sogar über eine Art internationalen Flugdienst, da Texas International DC-9 laut dem Official Airline Guide (OAG) vier Tage die Woche über Abilene, Dallas/Fort Worth und Houston nach Mexiko-Stadt flogen. Diese OAG listet den TI DC-9-Dienst nach San Angelo von Austin, Laredo, McAllen und San Antonio in Texas sowie von Abilene, Dallas/Fort Worth und Houston auf. Bis 1978 waren alle TI-Flüge am Flughafen DC-9 mit vier Flügen pro Tag nach Dallas/Fort Worth über einen Zwischenstopp in Abilene. Die Fluggesellschaft fusionierte 1982 mit Continental Airlines und verließ San Angelo bald.
Rio Airways, eine unabhängige Zubringerfluggesellschaft, nahm dann den Flug nach San Angelo auf und flog 1983 50-sitzige de Havilland Canada DHC-7 Dash 7 und 19-sitzige Fairchild Swearingen Metroliner, acht Nonstops pro Tag nach Dallas/Fort Worth. Bis 1985 war Rio eine Delta Connection-Fluggesellschaft geworden und flog mit 19-sitzigen Beechcraft 1900C und de Havilland Dash 7 siebenmal täglich vom Dallas/Fort Worth International Airport nach San Angelo. Bis 1989 hatte Atlantic Southeast Airlines (ASA) Rio als Delta Connection-Fluggesellschaft in San Angelo abgelöst und flog Embraer EMB-110 Bandeirantes mit 19 Sitzplätzen und Embraer EMB-120 Brasilias mit 30 Sitzplätzen nach DFW. Es gab auch Konkurrenz zu Dallas/Fort Worth, da American Eagle den Dienst nach San Angelo mit 19-sitzigen BAe Jetstream 31 und 37-sitzigen Gulfstream I-Cs aufgenommen hatte.
Im Jahr 1995 konkurrierten American Eagle und Delta Connection weiterhin mit DFW, wobei alle American Eagle-Flüge zum Flughafen Saab 340 mit 34 Sitzplätzen waren, während Delta Connection/ASA weiterhin Brasilias und Bandeirantes nach San Angelo flog. Im Jahr 1999 wurde San Angelo nicht mehr von Delta Connection angeflogen. Delta schloss schließlich ihr DFW-Drehkreuz und American Eagle war die einzige Fluggesellschaft, die nonstop nach Dallas/Fort Worth flog. American Eagle würde schließlich alle seine Turboprops, einschließlich der ATR-72, ausmustern und mit dem Betrieb von Regionaljets auf allen Codeshare-Flügen für American Airlines beginnen, zu denen auch der aktuelle Flug nach San Angelo gehört.
Mehr als 40 Jahre nach dem Abflug von San Angelo durch Continental Airlines startete die Fluggesellschaft einen Codeshare-Service auf Saab 340 von Colgan Air (Continental Connection) nonstop zum Houston Intercontinental Airport. Dies endete 2008 und Continental fusionierte später mit United Airlines.
Skywest Airlines startete 2021 mit Bombardier CRJ-200 Service nach Houston, beendete diesen aber wieder im Oktober desselben Jahres.

## Flugbetrieb
Im Jahre 2022 wurden 54.347 Passagiere befördert. Im selben Jahr fanden 78.947 Flugbewegungen statt, davon 19.752 lokale Bewegungen, 21.541 Zwischenlandungen, 5.023 Air-Taxi-Flüge, 2.166 Frachtflüge und 30.465 militärische Flüge statt. In diesem Jahr waren hier 91 einmotorige und 6 zweimotorige Flugzeuge sowie 30 Jetflugzeuge und 3 Hubschrauber stationiert.
Die wichtigsten Fluggesellschaften für den Flughafen sind Sun Country Airlines und iAero Airways/Swift Air.